# Oxyuridae
Los oxiúridos (Oxyuridae) son una familia de nematodos del orden Rhabditida. Incluye, entre otros, el género Enterobius, que es un parásito del intestino humano que produce la enterobiasis.

## Géneros
N.B. : lista probablemente incompleta.
- Archeonema Ricci, 1988
- Citellina Prendel, 1928
- Enterobius Leach, 1853
- Lemuricola Chabaud & Petter, 1959
- Oxyuris Rudolphi, 1803
- Passalurus Dujardin, 1845
- Skrjabinema Werestchajin, 1926
- Syphabulea Gubanov, 1964
- Syphacia Seurat, 1916